# Worden (Wisconsin)
Worden es un municipio del condado de Clark, Wisconsin, Estados Unidos. Tiene una población estimada, a mediados de 2021, de 713 habitantes.
Abarca una zona exclusivamente rural. 

## Geografía
Está ubicado en las coordenadas 44°54′16″N 90°52′16″O / 44.90444, -90.87111. Según la Oficina del Censo de los Estados Unidos, tiene una superficie total de 93.5 km², de la cual 93.0 km² corresponden a tierra firme y 0.5 km² son agua.

## Demografía
Según el censo de 2020, en ese momento había 708 personas residiendo en la zona. La densidad de población era de 7.6 hab./km². El 98.16% de los habitantes eran blancos, el 0.14% era afroamericano, el 0.14% era asiático y el 1.55% eran de una mezcla de razas. Del total de la población, el 0.56% eran hispanos o latinos de cualquier raza.